# Sympherobius marmoratipennis
Sympherobius marmoratipennis is een insect uit de familie van de bruine gaasvliegen (Hemerobiidae), die tot de orde netvleugeligen (Neuroptera) behoort. 
Sympherobius marmoratipennis is voor het eerst wetenschappelijk beschreven door Blanchard in Gay in 1851.